# William Riker
William T. Riker (også kaldet Will og "Number One") er en fiktiv person i Star Trek-universet. Han optræder primært i serien Star Trek: The Next Generation og de fire spillefilm baseret på serien.
Som 2-årig mistede Will Riker sin mor og blev derefter opfostret af sin far. Som voksen er han ved en fejl blevet "kopieret". Denne kopi eller "bror" bruger navnene Thomas og Tom Riker.
Will Riker afslog flere gange at blive forfremmet til kaptajn for at kunne fortsætte som næstkommanderende under Jean-Luc Picard, men accepterede til sidst en forfremmelse.
I den sidste af de fire spillefilm bliver Will gift med Deanna Troi.
Will Riker spilles af skuespilleren Jonathan Frakes.